# متنزه سلسلة كروكر الوطني
تمَّ إنشاءُ منتزه كروكر الوطني (الملايوية: Taman Negara Banjaran Crocker) في عامِ 1984، على الرغمِ من أنَّ المنطقةَ كانت خاضعةً مسبقًا للحمايةِ كمَحميّةٍ غابيّةٍ. وتُغطِّي هذه الحديقةُ سلسلةَ جبالِ كروكر الممتدّةِ من الشمالِ إلى الجنوبِ، والتي يتراوحُ ارتفاعُها بين 1200 و1800 مترٍ، في ولايةِ صباح بماليزيا. وبالقُربِ من مَقَرِّ الحديقةِ، يوجدُ مُنتَجَعٌ يُوفِّرُ خدماتِ الإقامةِ والطَّعامِ. كما تتوفَّرُ مرافقُ أُخرى للزُّوّارِ مثلَ مركزٍ للمعارضِ، ومَتحفٍ للحشراتِ، وحديقةٍ للسَّراخِسِ، وبُرجِ مُراقبةٍ، ومَساراتٍ للمشي والتَّجوُّلِ.
تتَبلُغُ مِساحةُ الحديقةِ 1,399 كيلومترًا مُربَّعًا، مما يجعلُها أكبرَ حديقةٍ وطنيّةٍ في ولايةِ صباح. وتَتكوَّنُ الحديقةُ من غاباتٍ هضبيّةٍ وجبليّةٍ، وتَحتَضِنُ العديدَ من أنواعِ النباتاتِ والحيواناتِ المُتوطِّنةِ في جزيرةِ بورنيو. ويُعَدُّ الحفاظُ على هذه الغِطاءِ الغابيِّ أمرًا ضروريًّا لضمانِ توفيرِ مِياهٍ نقيّةٍ للعديدِ من المُدُنِ والمُجتمعاتِ في ولايةِ صباح.
تحتوي الحديقة على خمسة أنواع على الأقل من الرئيسيات، مثل إنسان الغاب (الأورانغ أوتان)، والغِيبُون، وطَرْسِيُوس ذو الفِراءِ وعينَيهِ الدَّائِريَّتَينِ الضَّخمَتَين، بالإضافةِ إلى قُرُودِ المَكاك ذَواتِ الذُّيُولِ الطَّويلةِ والاجتِماعيّةِ للغايةِ. ويَشُقُّ نهرُ بَادَاس سِلسلةَ الجِبالِ في الحديقةِ بين مَنطِقتَي بوفورت وتينوم.
تُدارُ حديقةُ كروكر رينج من قِبَلِ هيئةِ مُتنزّهاتِ صباح.

## روابط خارجية
- حدائق صباح
- مانيس مانيس سطح منتجع بورنيو نسخة محفوظة 4 June 2020 على موقع واي باك مشين.